# Tau (Haʻapai)
Tau war eine kleine Insel im Archipel Haʻapai, die zum Königreich Tonga gehörte. Beim Ausbruch des Hunga Tonga im Januar 2022 wurde die Insel zerstört.

## Geografie
Das Motu lag im Süden von ʻOtu Muʻomuʻa in der Gruppe der Nuku-Islands zusammen mit Nuku, Kelefesia und dem Kefikana Rock.

## Klima
Das Klima ist tropisch heiß, wird jedoch von ständig wehenden Winden gemäßigt. Ebenso wie die anderen Inseln der Haʻapai-Gruppe wurde Tau gelegentlich von Zyklonen heimgesucht.